# Мустафин, Рустам Мухамедович
Руста́м Мухаме́дович Муста́фин (род. 17 марта 1977, Москва, СССР) — российский футболист, защитник, тренер.

## Карьера

### Клубная
Начинал карьеру в клубе ТРАСКО. В составе московского «Торпедо-Лужники» и сочинской «Жемчужины» играл в Высшей лиге. Вместе с «Рубином» в 2000 году завоевал бронзовые медали Первого дивизиона. В 2002 году в составе «Балтики» стал победителем зоны «Запад» Второго дивизиона. В 2004 году защищал цвета клуба «Луч-Энергия». По окончании сезона покинул клуб и перебрался в Белоруссию в клуб «Гомель». В 2009 году пополнил ряды «Истры», где через год завершил карьеру.
В Премьер-лиге провёл 21 игру, забил 1 мяч.

### Тренерская
В 2011—2012 годах — тренер клуба «Истра».

## Достижения
- Бронзовый призёр Первого дивизиона: 2000
- Победитель зоны «Запад» Второго дивизиона: 2002
- Бронзовый призёр зоны «Центр» Второго дивизиона (2): 2007, 2008